# Mylène Nys
Mylène Nys, née à Leopoldville (Congo belge) le 10 avril 1958 était une femme politique belge, membre d'Ecolo, licenciée en droit; chercheuse à l'U.L.B. Décédée tragiquement le 23 août 1999 en montagne lors de l'escalade du Grand pic de la Meije dans le massif des Écrins avec son compagnon, Yanny Stockmans.

## Carrière politique
- Membre du CPAS d'Ixelles.
- Députée belge du 20 avril 1999 au 5 mai 1999, en remplacement de Vincent Decroly, démissionnaire